# Szászfenesi csata

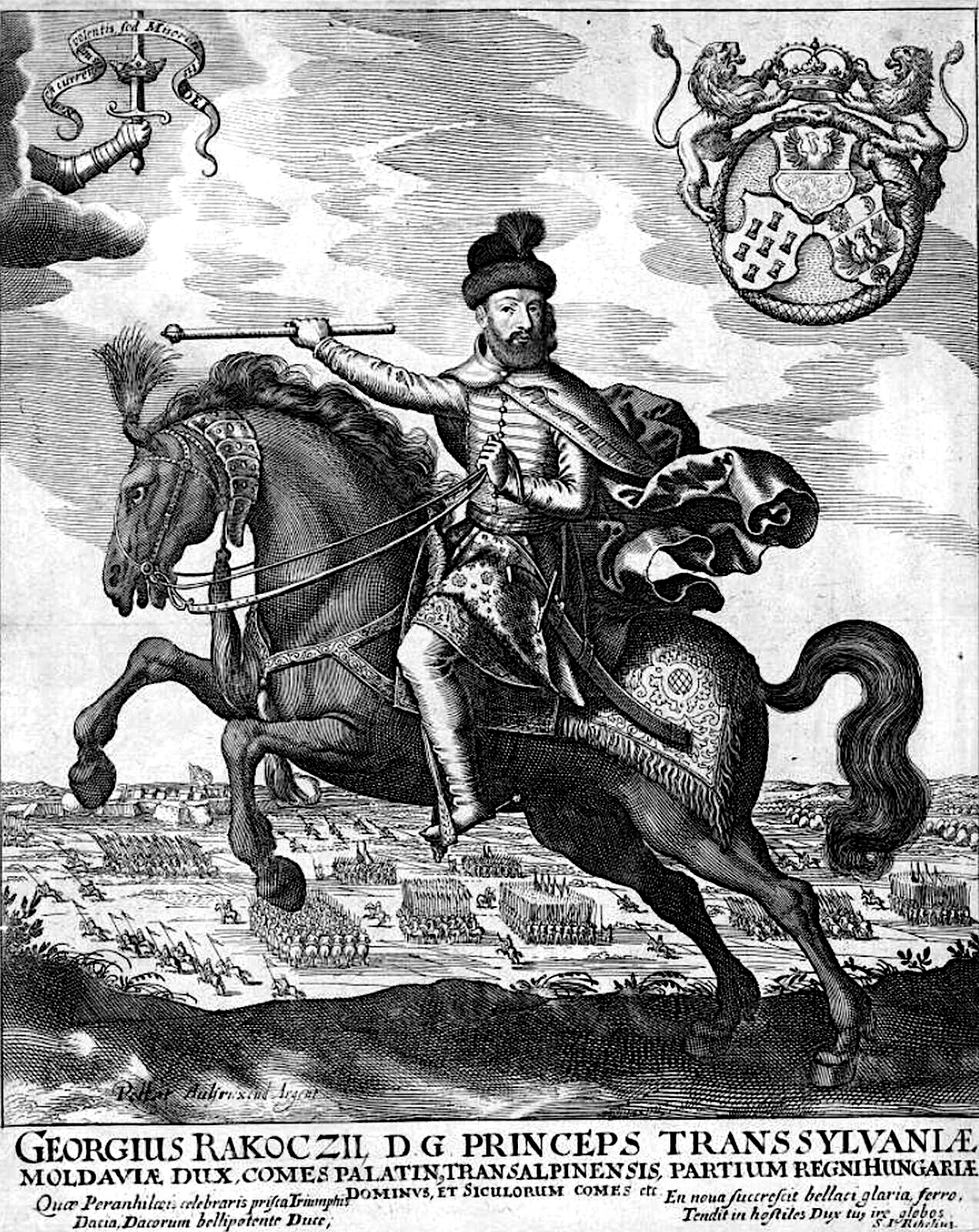
II. Rákóczi György egy 17. századi rézmetszeten

A szászfenesi csata 1660. május 22-én zajlott le Szászfenes mellett, Erdélyben Szejdi Ahmed budai pasa és II. Rákóczi György között. Utóbbi katasztrofális vereségével zárult a harc, melynek következménye Várad eleste lett.

## Előzmény
Rákóczi 1657-ben szövetkezve a két román vajdával betört Lengyelországba, ami végzetes hibának bizonyult. A lengyelek nemcsak, hogy visszaverték a támadást, de a tatár horda elfogta az erdélyi sereget, majd betört Székelyföldre és könyörtelenül végigpusztította. A török Porta Rhédey Ferencet tette fejedelemmé, de ő lemondani kényszerült a Partium felől betörő Rákóczival szemben. A hatalmas török–tatár sereggel szemben egyetlen reménye a Habsburgok segítsége lett volna, de ők nem kívántak háborúzni a törökkel.

## Csata
Szejdi Ahmed budai pasa 1660-ban betört a Tiszántúlra, miközben Rákóczi Barcsay Ákos ellen harcolt. Rákóczi abban a reményben, hogy a német és nyugati hadak közeledőben vannak, szembeszállt a pasával, és Szászfenesnél személyesen próbálta megállítani. A hatalmas török–tatár haddal szemben rendkívül véres harc bontakozott ki és az erdélyi sereg hamarosan meghátrált. A fejedelem egy patakon ugratva igyekezett menekülő katonái után, hogy újra csatába vezesse őket. Az ugrás következtében leesett páncélsisakja és a törökök felismerték. Hatalmas tömeg vetette magát Rákóczira, aki oroszlánként harcolt, levágott 17 törököt, miközben öt lovat lőttek ki alóla, de három súlyos fejsebet kapott és később azokba halt bele Az ónodi katonák uruk segítségére siettek és kemény kézitusában kimentették. 150 testőre közül csak 20 maradt életben.
A csata elveszett, és a halálosan megsebesült Rákóczit Váradra vitték. Ott mintegy két hét múlva meghalt.

## Következmények
Rákóczinak nemcsak, hogy addigi meggondolatlan tettei, de még a temetése is komoly kárt okozott. Holttestét a váradi helyőrség katonái vitték az ecsedi várba, majd onnan Sárospatakra. A várban még ezer katona sem maradt. Szejdi nem késlekedett ezt kihasználni; seregével azonnal megindult és ostrom alá fogta Váradot, amelyet csakhamar bevett. Így a török megszervezhette ötödik magyarországi vilajetét is, a váradit. Ezzel pedig Erdély önállósága megszűnt.